# 紋鰭擬鮋
紋鰭擬鮋（学名：Scorpaenopsis vittapinna）是輻鰭魚綱鮋形目鮋亞目鮋科的其中一種，為熱帶海水魚，分布於印度太平洋紅海、東非至社會群島海域，棲息深度2-28公尺，體長可達8.5公分，棲息在珊瑚礁、碎石底質底層水域，生活習性不明。

## 扩展阅读
維基物種上的相關：紋鰭擬鮋